# Elena (prenume)
Elena este un prenume feminin.

## Origine
Prenumele Elena provine din limba greacă (Ἑλένη, cu caractere latine Elene, Helene), și înseamnă în traducere "cea solară, cea străluciă, cea luminoasă" (de la Helios). O variantă românească des folosită este Ileana. Diminutivele sale sunt: Leana, Lenuța.

## Variante
- Alena, Alina, Aljona, Eileen, Elina, Ella, Ellen, Ena, Helen, Helena, Helene, Heli, Heliane, Hella, Hely, Ileana, Ilka, Ilona, Ilonka, Jelena, Jelka, Leana, Lena, Lenka, Lenuța, Leli, Nel, Nele, Nelly, Nene, Nuți, Olena, Lena, Loina, Luana,Lyrenna, Liana,Selena, Ylène.

## Personalități
- Elena din Troia, personaj mitologic,
- Elena Augusta, mama împăratului roman Constantin cel Mare,
- Elena Ceaușescu, soția dictatorului Nicolae Ceaușescu (1919 - 1989),
- Elena Cuza, soția domnitorului Alexandru Ioan Cuza (1825 - 1909),
- Elena Gaja, cântăreață lirică n. 1946),
- Elena Isinbaeva, atletă rusă aleasă de 2 ori sportiva mondială a anului
- Elena Lupescu, soția regelui Carol al II-lea (1896 - 1976),
- Elena Liliana Popescu, poetă (n. 1948),
- Elena Postică, istoric din Republica Moldova (n. 1954),
- Regina mamă, Elena, mama regelui Mihai (1896 - 1982),
- Principesa Elena de România, fiica regelui Mihai (n. 1950),
- Elena Văcărescu, scriitoare franceză de origine română (1864 - 1947).
- Elena Gheorghe, cântăreață română cu origini aromâne (n. 1985).

## Statistici
În anul 2013, în România 880.574 de femei se numeau Elena. 
În ce privește derivatele numelui Elena, 122.285 de persoane se numeau Ileana, 64.690 - Lenuța, 4.099 - Leana și 1.467 Nuți.